# Stanisław Kryński (żołnierz)
Stanisław Kryński ps. Kmicic (ur. 1916 w Mińsku, obecnie Białoruś, zm. 1944(?)) – polski żołnierz, porucznik Narodowych Sił Zbrojnych, okręg XIII Białostocki. Szef Oddziału VI Oświatowo-Wychowawczego Komendy Okręgu, od 1942 redaktor naczelny „Naszego Czynu”, oficjalnego organu Okręgu Białostockiego. Aresztowany przez NKWD w listopadzie 1944 i zamordowany. Nieznana jest data egzekucji ani miejsce pochówku. Symboliczny grób znajduje się na Cmentarzu Farnym w Białymstoku.